# Steeple Morden
Steeple Morden är en ort och civil parish i Storbritannien.   Den ligger i distriktet South Cambridgeshire i grevskapet Cambridgeshire i riksdelen England, i den sydöstra delen av landet, 60 km norr om huvudstaden London. Steeple Morden ligger 49 meter över havet och antalet invånare är 963.
Terrängen runt Steeple Morden är platt. Runt Steeple Morden är det ganska tätbefolkat, med 166 invånare per kvadratkilometer. Närmaste större samhälle är Stevenage, 19,0 km söder om Steeple Morden. Trakten runt Steeple Morden består till största delen av jordbruksmark.